# Union sportive Saint-Georges-les-Ancizes
 (janvier 2018).
L'Union Sportive Saint-Georges-les-Ancizes est un club de football français amateur basé à Saint-Georges-de-Mons.
Le club évoluait depuis 2008 en championnat de Division d'Honneur (Niveau VI) de la Ligue d'Auvergne de football après deux relégations successives en 2007 et 2008, mais remonte au niveau national en 2011 après un troisième titre régional.
Le club évolue aujourd'hui en Régional 3 (8e division) de la Ligue Auvergne-Rhône-Alpes.

## Palmarès
- 1970 : Champion de France UFOLEP
- 1975 : Champion DH d'Auvergne, Première montée en niveau national en Division 3
- 1995 : Champion DH d'Auvergne, le club monte en National 3, devenu CFA 2 en 1998
- 2002 : Vainqueur du groupe D de CFA 2, Première montée en CFA
- 2011 : Champion DH d'Auvergne, le club monte en CFA 2

## Histoire
Le club est fondé en 1923. Le meilleur parcours de l'équipe en Coupe de France a lieu lors de la saison 1998-1999. Alors en CFA 2, elle élimine Sochaux, pensionnaire de Division 1 (1-0) en 16èmes de finale, avant d'échouer aux portes des quarts de finale face à Nîmes, pensionnaire de Division 2 (0-2) au Parc des sports Marcel-Michelin.
Deux matchs de l'US St Georges ont attiré une grande affluence :
- US St Georges - AS Saint-Etienne le 7 septembre 1975 en troisième division (environ 3 200 spectateurs).
- St Georges - FC Sochaux-Montbéliard en 1999 en coupe de France au Stade Marcel Michelin de Clermont-Ferrand (environ 16 000 spectateurs).

Le meilleur buteur de l'histoire du club est Jacky Sauret avec 150 buts. 

## Identité du club

### Logos

Ancien logo.
Logo actuel.

## Entraîneurs
- 1959-1965 :  Ernest Vaast
- 1973-1977 :  Ernest Vaast
- 1995-1996 :  Ludovic Batelli
- 1996-1999 :  Daniel Bréard
- 1999- :  Dominique Morabito